# Wardawank

S
Wardawank – wieś w Armenii, w prowincji Sjunik. W 2011 roku liczyła 100 mieszkańców.